# 生活の礎
『生活の礎』（せいかつのいしずえ）は、家主の1枚目のアルバム。2019年12月18日にNEW FOLK / Mastard Recordsより発売。
主に、結成時からライブで演奏してきた曲や、メンバーが以前所属していたバンドで作った曲が収録されている。

## 収録曲
1. Independence Day
2. 家主のテーマ
3. カメラ
4. 夜
5. おはよう
6. ぜんまいじかけ
田中ヤコブの1stアルバム「お湯の中のナイフ」収録曲の再録。
7. 茗荷谷
8. p.u.n.k.
9. マイグラント
10. お湯の中にナイフ
11. オープンカー